# John Wyclif
Pour les articles homonymes, voir Wycliffe.
John Wyclif (ou Wycliff, Wycliffe, ou encore Jean de Wiclef) (v. 1330-1384) est un théologien anglais et précurseur de la Réforme anglaise, et plus généralement de la Réforme protestante.

## Biographie

### Origines
La date et le lieu de naissance de John Wyclif sont incertains.
L'obtention en 1356 du grade de « bachelier en arts » (Bachelor of Arts), décerné par le Merton College de l'Université d'Oxford, permet de penser qu'il est né en 1335 ou 1338 au plus tard. Certains historiens font remonter sa naissance à 1320-1330, 1328 ou 1330.
Il est probablement né dans le Yorkshire. Certains veulent y voir un membre de la famille de Wycliffe, issue du village du même nom, près de Richmond dans le North Riding.

### Carrière professorale et bénéfices ecclésiastiques
John Wyclif, quoique titulaire de plusieurs bénéfices, réside principalement à Oxford de 1356 à 1381. C'est là qu'il étudie la théologie, avant de devenir professeur de théologie lui-même. Wyclif obtient en 1356 le grade de Bachelor of Arts au Merton College, puis celui de Master en mai 1360 au Balliol College.
En 1361, il est fait titulaire de la cure de Fillingham, dans le Lincolnshire. S'il y réside peut-être quelque temps, il en est surtout un bénéficier non-résident. Il devient également chanoine de Westbury-on-Trym, dans le Gloucestershire, avec la prébende d'Aust, en 1362 ; il conserve probablement cette charge jusqu'à sa mort. En 1363, il est dispensé de résidence pour un an afin d'étudier la théologie à Oxford.
En décembre 1365, l'archevêque Simon Islip le nomme doyen du Canterbury College à Oxford. Cet office lui est retiré deux ans plus tard par l'archevêque Simon Langham, successeur de Simon Islip, qui désire rendre le collège aux bénédictins qui en étaient chargés à l'origine. Sa cause ayant été rejetée en appel à Rome, Wyclif doit renoncer à son poste en 1370.
En 1368, il ajoute à ses autres bénéfices celui de recteur de Ludgershall, dans le Buckinghamshire. Il est cependant dispensé de résidence pour deux ans afin d'étudier la théologie à Oxford. Il conserve cette charge jusqu'à sa mort.
Il a déjà commencé à enseigner la théologie à Oxford lorsqu'il reçoit le grade de docteur en théologie, en 1371 ou 1372. Professeur de philosophie et de théologie très estimé, Wyclif conçoit et enseigne des théories révolutionnaires qui suscitent de violentes controverses et plusieurs condamnations successives. Son aura (partisans comme adversaires le considèrent alors comme le seul grand théologien de sa génération en Angleterre) et ses appuis politiques le protègent longtemps, mais cessent brutalement après la publication en 1380-1381 de son traité sur l'Eucharistie (De eucharistia), dans lequel il conteste la doctrine de la transsubstantiation.
Il se retire en 1379 ou 1381 à Lutterworth dans le Leicestershire, rectorat dont il possède la charge depuis 1374.

### Dernières années
Wyclif poursuit alors l'intense activité d'écriture qu'il a menée tout au long de sa carrière professorale. Il rédige notamment de nombreux écrits polémiques, trois recueils de sermons, son Trialogus et son dernier écrit, l'Opus evangelicum. Il a traduit la bible en anglais, réalisant ainsi, avec l'aide de quelques autres traducteurs, la première bible en langue vernaculaire, qui reste connue sous le nom de Bible de Wyclif et sera largement diffusée en Angleterre.
Une première attaque cérébrale, en novembre 1382, le laisse partiellement paralysé et incapable de parler, l'empêchant de se rendre à la convocation d'Urbain VI. Son état ne semble pas pour autant avoir interféré particulièrement sur la composition de son œuvre car il finit le Trialogus dans le courant de l'été 1383 et continue à travailler sur son Opus Evangelicum. Mais une seconde attaque le terrasse alors qu'il assiste à la messe à Lutterworth le 28 décembre 1384 et il meurt trois jours plus tard. N'ayant pas été excommunié, Wyclif est enterré en terre consacrée.

## Théories de Wyclif

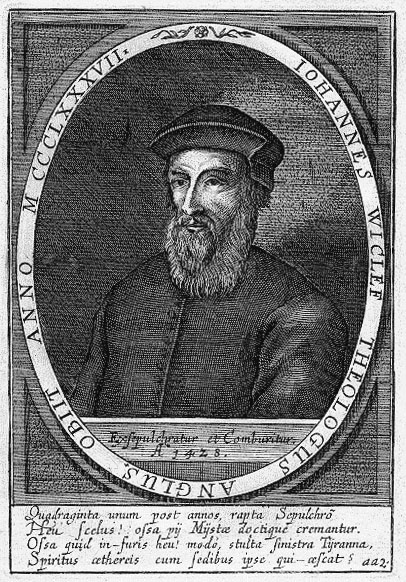
Vue d'artiste de Wyclif, gravure du XVIIe siècle.

En 1376, Wyclif expose la doctrine de l'« autorité fondée sur la grâce », selon laquelle toute autorité est accordée directement par la grâce de Dieu et perd sa valeur lorsque son détenteur est coupable de péché mortel. Pour lui, la véritable Église est l'Église invisible des chrétiens en état de grâce : Wyclif met en cause le principe de l'autorité de la hiérarchie dans l'Église et préconise la désignation du pape par tirage au sort. Il dénie aux prêtres en état de péché mortel la possibilité de remettre les fautes. Wyclif laisse clairement entendre que l'Église d'Angleterre est pécheresse et coupable de corruption. Il se gagne les faveurs d'une partie de la noblesse en voulant lui redistribuer les richesses de l’Église. Ainsi il est soutenu par Percy de Northumberland et Jean de Gand.

### Conceptions philosophiques
Wyclif théorise un réalisme extrême. Il fut surnommé le « Doctor subtilis » en raison de la complexité de ses raisonnements.[réf. souhaitée]
Tous ses écrits purement philosophiques (environ 132) ont été composés avant 1371.

### Conceptions théologiques
La théologie de Wyclif est la conséquence de sa philosophie. Wyclif remet radicalement en cause la notion d'autorité, en particulier spirituelle, et conteste par conséquent la hiérarchie ecclésiastique et les pouvoirs 
qui y sont associés : pouvoir temporel d'abord, mais aussi la presque totalité du pouvoir spirituel. S'ensuivent le rejet de la Tradition comme source de la Révélation, le rejet de la définition des sacrements et la condamnation de nombreuses pratiques religieuses comme la vie monastique, les œuvres de piété individuelle ou la possession de biens temporels par le clergé. La théologie de Wyclif fait de l’Église un être purement spirituel, rejetant son caractère incarné : la puissance absolue de Dieu s'exerce directement sur la terre, sans la médiation d'une institution.

#### Face à l'autorité de fait, l'autorité de la sainteté
À l'époque de Wyclif, l'opinion commune est que le détenteur d'un pouvoir
(temporel ou spirituel) a le droit et le devoir légitimes de l'exercer, du simple fait qu'il le possède. Toute l'organisation de la société, 
temporelle comme spirituelle, repose sur cette assertion commune.
Wyclif, reprenant les idées de Marsile de Padoue et de Richard FitzRalph, 
rejette cette idée et déclare que seul un homme en état de grâce peut légitimement exercer une autorité. Ce n'est plus la désignation (extérieure) du détenteur du pouvoir, mais sa sainteté (intérieure) qui fonde sa légitimité à l'exercer. Il en déduit que les évêques et le pape ne peuvent pas se réclamer de leur statut de successeurs des Apôtres ou de saint Pierre pour fonder leur droit à exercer un pouvoir de juridiction temporelle ou spirituelle. Cependant, il ne va pas jusqu'à appliquer cette conclusion au pouvoir séculier.

#### Face à l’Église visible des baptisés, l’Église invisible des prédestinés
Grand admirateur de saint Augustin, il tire de sa distinctions des « deux cités » terrestre et céleste la conclusion que tous les hommes sont divisés en deux catégories : les prédestinés au salut et les prédestinés
à la damnation. Seuls les prédestinés au salut font réellement partie de l’Église : l’Église n'est plus la congregatio fidelium (« assemblée des fidèles ») composée de tous les baptisés, mais la congregatio omnium predestinatorum (« assemblée de tous les prédestinés »),.
S'il est facile de dire qui est baptisé et qui ne l'est pas, il est impossible de déterminer si un homme est predestinatus (prédestiné) ou non : l’Église visible, fondée sur un acte visible et identifiable par l'homme (le sacrement du baptême) disparaît, remplacée par une Église 
purement spirituelle et fondée sur un élément purement divin (la prédestination et sa connaissance par Dieu).
Cette théorie, d'abord exposée dans De civili dominio puis développée dans De ecclesia (1378/79), sous-tend tous les travaux ultérieurs de Wyclif,.

#### Des pouvoirs spirituels conditionnels
Conséquence logique des deux assertions précédentes : l’Église institutionnelle n'a qu'un lien purement accidentel avec l’Église réelle, c'est-à-dire spirituelle. Comme rien ne prouve que les membres de la hiérarchie ecclésiastique fassent partie des prédestinés, il n'est pas nécessaire de leur obéir, sauf si celui qui ordonne appartient à la véritable Église et que son ordre est conforme à la volonté de Dieu.
Le prédestiné, membre de la véritable Église, est finalement plus proche de Dieu que le Pape, assimilé à l'Antéchrist.
Le pouvoir de juridiction spirituelle de l’Église, dont dépendent le 
pouvoir d'absolution et le pouvoir d'excommunication, ne dépend plus du statut de celui (prêtre, évêque ou pape) qui juge, mais de l'état de celui qui est jugé. Seuls les prédestinés peuvent recevoir validement l'absolution, qui n'est plus alors un acte efficace opéré par le prêtre ex opere operato (« par le fait même de son opération ») mais une simple confirmation du jugement de Dieu ; si le pénitent ne fait pas partie des prédestinés, l'absolution est invalide et blasphématoire. De même pour l'excommunication, pouvoir de prononcer la damnation d'un fidèle et son rejet hors de l’Église : elle est invalide et blasphématoire si elle s'applique à un prédestiné, et ne fait que confirmer le jugement de Dieu dans le cas contraire.
Dieu étant la seule cause de la prédestination, l'homme ne peut plus y participer : il ne peut plus qu'espérer faire partie des élus, tout en 
imitant Jésus-Christ.
Le pouvoir reposant sur la sainteté, tout sacrement accompli par un homme 
qui n'est pas en état de grâce est invalide. La médiation du clergé est vaine, car l’Église est corrompue.

#### La Sainte Écriture comme seule et ultime source de la Révélation
La Révélation chrétienne a d'abord été transmise oralement avant d'être mise partiellement par écrit. Pour l’Église 
catholique, il y a donc deux sources de la Révélation d'égale valeur : l’Écriture Sainte et la Tradition ; la Tradition contenant tout ce qui n'appartient pas à la Sainte Écriture, comme le choix et l'ordre des livres, leur interprétation, les livres liturgiques, les écrits des Pères de l’Église, etc. Afin de ne pas dévier de la Tradition 
dans l'interprétation de l’Écriture Sainte, la Bible n'est pas mise 
entre les mains des fidèles au Moyen Âge.
Wyclif, rejetant 
l'autorité spirituelle de l’Église institutionnelle, ne reconnaît pour seule source de la Révélation que la Sainte Écriture (De veritate sacrae Scripturae, 1378). Par conséquent, ce n'est plus l'interprétation de l’Écriture qui doit être conforme à l'enseignement des Pères, mais l'enseignement des Pères qui doit être jugé à la lumière de la Sainte Écriture. De même, le droit canon et la philosophie scolastique ne valent que s'ils sont conformes à la Sainte Écriture.
La Bible doit alors être traduite en langue vernaculaire pour que son contenu soit accessible aux fidèles.
Wyclif conserve cependant l'idée traditionnelle d'une superposition de plusieurs niveaux d'interprétation (une interprétation littérale ou historique et différents niveaux métaphoriques) dans la Sainte Écriture.

#### Le retour à un christianisme idéal
Wyclif milite pour un retour à la pauvreté évangélique, c'est-à-dire à vivre la vie des Apôtres, à rejeter les biens de l’Église et à s'unir 
librement à la libre pauvreté du Christ.
Il reproche tout d'abord aux religieux d'avoir dévoyé l'idéal de leurs 
fondateurs, mais après 1380 il prononce un anathème général contre toutes les manières de « religion privée » qui ne figurent pas 
explicitement dans la Sainte Écriture : le monachisme, les biens temporels de l’Église, le statut particulier du clergé, son exemption des juridictions séculières et toute forme de piété individuelle (culte des images, pardons, pèlerinages, indulgences, prières pour les défunts...). On peut remarquer cependant que cette critique reste purement théorique, Wyclif cumulant lui-même plusieurs bénéfices ecclésiastiques jusqu'à la fin de ses jours.
La réforme de l’Église doit être effectuée par le souverain laïque, avec pour seule norme la Sainte Écriture (plus ou moins réduite à une simple loi morale).

#### Le rejet de la transsubstantiation
Ce rejet s'appuie sur les conceptions philosophiques de Wyclif. Il déclare que la surnature ne peut transgresser la nature, que le pain et le vin demeurent après la consécration et deviennent comme un reflet terrestre 
du corps céleste du Christ. Pour lui, la transsubstantiation n'est que l'expression d'un matérialisme grossier, qui ne peut favoriser qu'une 
dévotion idolâtre sous prétexte d'honorer la présence réelle de Jésus-Christ.
Parmi les propositions condamnées en 1382 figurent celles-ci : « la substance du pain et du vin demeure après la consécration dans le sacrement de l'autel », « les accidents ne demeurent pas sans support après la consécration » et « le Christ n'est pas présent dans le sacrement de l'autel, identiquement, vraiment et réellement en sa personne physique ».
En rejetant ce qui fait le cœur du sacrifice de la messe et en déclarant l'homme impuissant à faire son salut, Wyclif rejette indirectement toute la doctrine de l’Église Romaine sur le sacrifice.

## Controverses et condamnations
Si les idées de Wyclif suscitent de violentes controverses, il est à noter cependant que les diverses condamnations ne portent pas sur sa personne mais sur des listes de propositions déterminées tirées de ses ouvrages ou de ses cours. Lui-même n'encourt aucune censure autre que l'interdiction de certains de ses écrits et sa radiation d'Oxford, le bénéfice de ses diverses charges ecclésiastiques lui étant laissé jusqu'à sa mort.

### Du vivant de Wyclif
Les théories de Wyclif soulèvent très tôt de nombreuses critiques et réfutations. William Woodford, avec qui la discussion s'engage d'abord sur un ton amical, est le premier à analyser systématiquement les arguments de Wyclif et à les réfuter. Parmi ses autres critiques, on compte le frère John Kynyngham (ou Kenningham), William Rymington, Ralph Strode et William Binham.

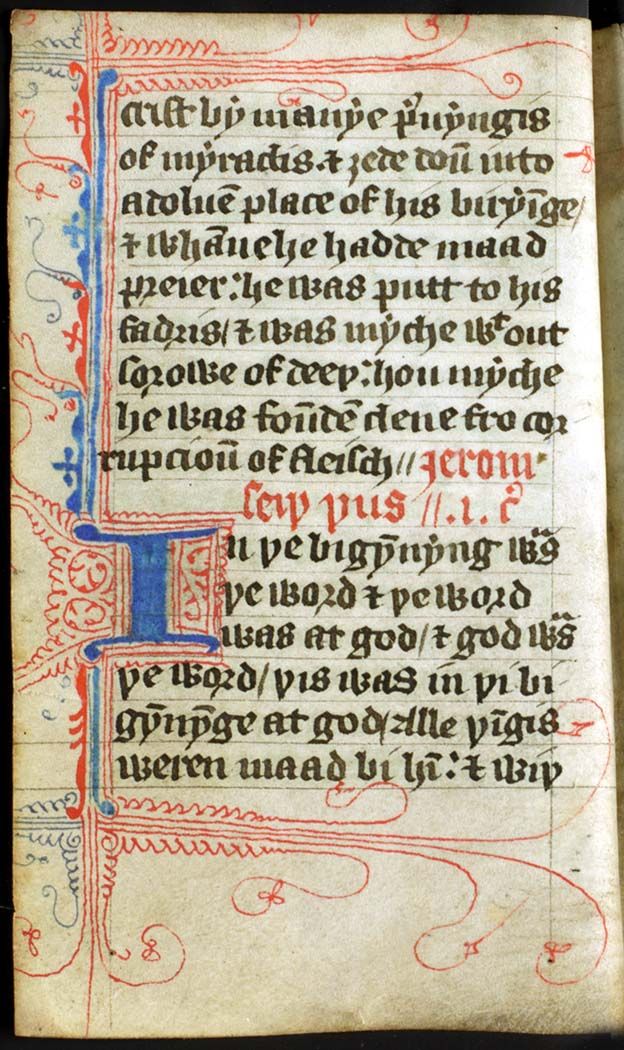
Évangile traduit par John Wyclif, copie de la fin du XIVe siècle, Folio 2v of MS Hunter 191 (T.8.21)

En février 1377, Wyclif est accusé par l'évêque de Londres, Guillaume Courtenay de diverses erreurs sur le pouvoir ecclésiastique et convoqué à Londres le 19 février pour présenter sa doctrine. L'interrogatoire se termine lorsque Jean de Gand, qui avait accompagné Wyclif, se trouve mêlé à une bousculade avec l'évêque et son entourage.
À la suite de l'échec des discussions, dix-neuf propositions tirées de ses cours et de ses écrits (De civili dominio en particulier) sont envoyées au pape. Le 22 mai 1377, le pape Grégoire XI les rejette comme erronées dans la lettre Super periculosis aux évêques de Cantorbéry et de Londres.
À l'automne de la même année, le Parlement demande à Wyclif son avis sur le caractère légal de l'interdiction faite à l'Église d'Angleterre de transférer ses biens à l'étranger sur l'ordre du pape. Wyclif confirme la légalité d'une telle interdiction, et au début de 1378 il est de nouveau convoqué par l'évêque Courtenay et par l'archevêque de Cantorbéry, Simon Sudbury. Wyclif reçoit un simple blâme grâce à ses rapports privilégiés avec la cour.
Pendant l'année 1378, Wyclif et ses amis d'Oxford entreprennent la traduction en anglais de la Vulgate, bravant par là l'interdit de l'Église. En 1379, Wyclif répudie la doctrine de la transsubstantiation. Cette prise de position suscite une telle réprobation que Jean de Gand lui retire son soutien.
Wyclif envoie à partir de 1380 ses disciples, appelés les pauvres prêcheurs (the poor priests), dans les campagnes pour qu'ils fassent connaître ses thèses religieuses égalitaristes. Les prêcheurs trouvent une large audience et on accuse Wyclif de semer le désordre social. Cependant, il ne s'engage pas directement dans la révolte avortée des paysans en 1381, mais il est probable que ses doctrines influencèrent ceux-ci.
En mai 1382, Courtenay, devenu archevêque de Cantorbéry, convoque un concile provincial à Londres où vingt-quatre propositions de Wyclif sont condamnées. Un tremblement de terre ayant eu lieu pendant le concile, les deux parties y voient un signe divin pour leur propre cause et le premier concile de Londres conserve encore le nom de « concile du tremblement de terre ».
Le duc de Lancastre, la population londonienne et pendant un certain temps les ordres mendiants soutiennent ses idées qui sont propagées en Angleterre par des prédicateurs itinérants appelés « pauvres prêtres » ou lollards. Cependant ses attaques contre la papauté lui valent la condamnation de Rome et en 1384 il meurt dans l'isolement.

### Après sa mort
En 1396, un deuxième concile de Londres condamne dix-huit propositions tirées du Trialogus (ouvrage écrit en 1383 et présentant les opinions de Wyclif sur de nombreux sujets).
À la fin de l'année 1412, un concile romain interdit les écrits de Wyclif après examen, la condamnation portant principalement sur le Dialogus et le Trialogus.
Au concile de Constance (5 novembre 1414 - 22 avril 1418), quarante-cinq propositions tirées de sept ouvrages de Wyclif par les théologiens du concile sont explicitement condamnées. Il faut remarquer cependant que ces propositions durcissent généralement les thèses de Wyclif, dont l'expression est plus nuancée lorsqu'elles sont lues dans leur contexte. Le 4 mai 1415, le concile condamne ainsi comme hérétique la doctrine de Wyclif et ordonne que son corps soit exhumé et brûlé. Le décret sera exécuté en 1428. Jan Hus, qui se fait le défenseur des thèses de Wyclif au concile, est condamné comme hérétique lors de la 15e session et brûlé le jour même (6 juillet 1415).
Le pape Martin V publie deux mois avant la fin du concile de Constance la bulle Inter cunctas (22 février 1418), adressée à toute la hiérarchie ecclésiastique et aux inquisiteurs. Cette bulle contient les quarante-cinq articles condamnés de Wyclif, les trente articles condamnés de Jan Hus et un questionnaire à présenter lors de l'interrogatoire des wyclifites et des hussites suspectés de tenir ou d'affirmer certains des trente ou des quarante-cinq articles précédents.

## Principaux écrits

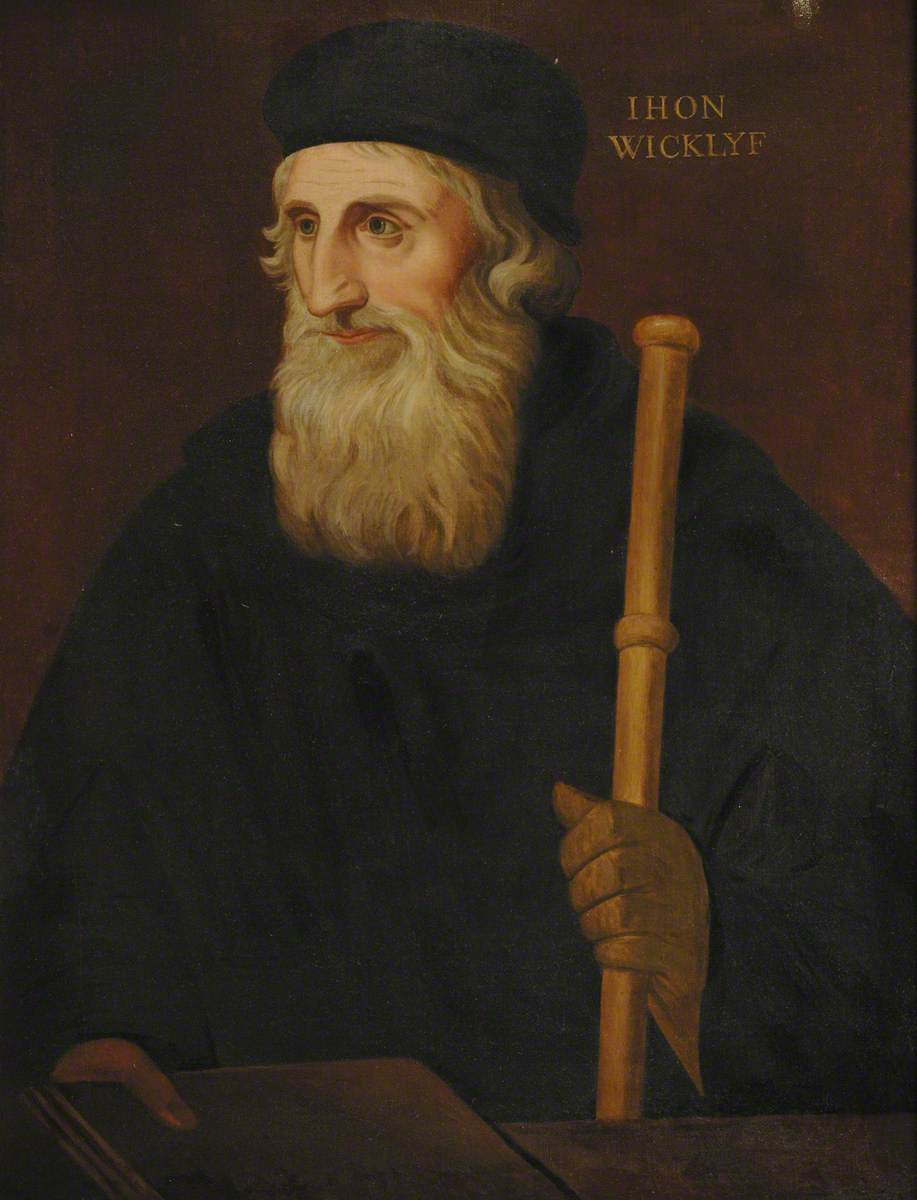
Vue d'artiste de Wyclif, toile du XIXe siècle.

- Postilla super totam Bibliam (v.1370/71 - v.1375/76), commentaire sur l'ensemble de la Bible ; il s'agit d'un ensemble de manuscrits dont une partie a été perdue (notamment les commentaires sur le Pentateuque et le Livre des Proverbes)[2] ;
- Summa theologiae, ensemble de textes rassemblés en 12 livres au début de la carrière de Wyclif et couvrant une grande partie de ses principaux écrits théologiques[2] ;
- De mandatis divinis (1373/74) ;
- De statu innocenciae (1373/1374) ;
- De Dominio divino (1375) ;
- De officio regis ;
- De civili dominio (1376/78), dont il défend ensuite les thèses dans une Protestatio / Declarationes en réponse à leur condamnation par le pape Grégoire XI[13] ;
- De veritate sacrae scripturae (1378), où il insiste sur sa conception de la Bible comme seule et ultime source de la doctrine chrétienne[2] ;
- De potestae papae (1379) ;
- De eucharistia (1380/81) ;
- Dialogus ;
- Trialogus (1383), revue générale de ses opinions sur divers sujets ; condamné avec le Dialogus en 1412 ;
- Opus evangelicum, son dernier ouvrage.

Les avis divergent sur la traduction de la Bible par Wyclif. Il a été un fervent partisan de sa traduction du latin en langue vernaculaire, afin qu'elle soit lue directement par les fidèles, mais un tel travail de traduction et de révision semble incompatible avec ses autres activités. Une traduction a pourtant bien eu lieu, qui a donné deux versions différentes de la Bible en anglais, toutes deux publiées après sa mort : il se peut donc qu'il ait commencé lui-même la traduction à la fin de sa vie, ses disciples se chargeant de l'achever, ou qu'il y ait tout au moins participé.

## Postérité
Après la mort de Wyclif, son enseignement se répand rapidement. La traduction de la Bible qui porte son nom paraît en 1388, et elle est largement diffusée par ses disciples, les Lollards. Enfin, les œuvres de Wyclif influencent fortement le réformateur tchèque Jan Hus et les anabaptistes. Martin Luther reconnaîtra également sa dette à l'égard de Wyclif.
Il est parfois surnommé « l'Étoile du Matin » par les protestants, car il posa les premières bases théoriques du protestantisme plus de cent ans avant que celui-ci ne prenne corps. L'anarchiste russe Mikhaïl Bakounine lui rend également hommage.

### Articles connexes

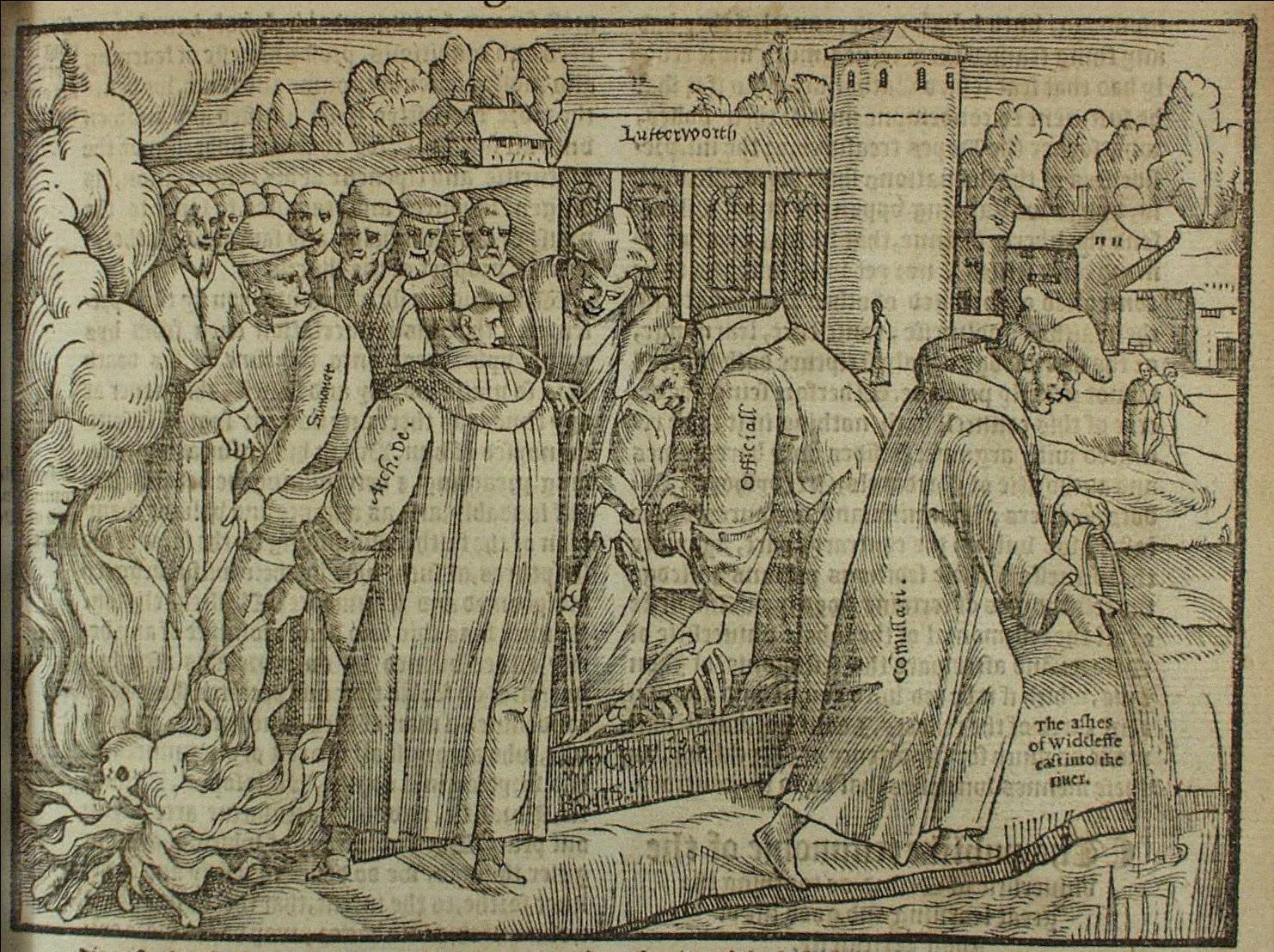
Crémation des restes de John Wyclif, John Foxe's book (1563).